# 287 Broadway
287 Broadway est un bâtiment historique au coin de Broadway à Reade Street dans le quartier Tribeca de Lower Manhattan, à New York. Conçu par John B. Snook en 1871 à l'aide de fonte en style mixte à l'italienne et Second Empire français, il a été achevé en 1872 pour le domaine Stephen Storm. 
Après des années de lobbying dirigé par Margot Gayle et son groupe Friends of Cast-iron Architecture, le 287 Broadway a été désigné monument historique le 29 août 1989. Lors de l'audience de désignation, il a été décrit comme l'un des rares exemples survivants à New York d'un bâtiment en fonte conçu dans des styles architecturaux mixtes à l'italienne et  Second Empire français . 

## Architecture et aménagement

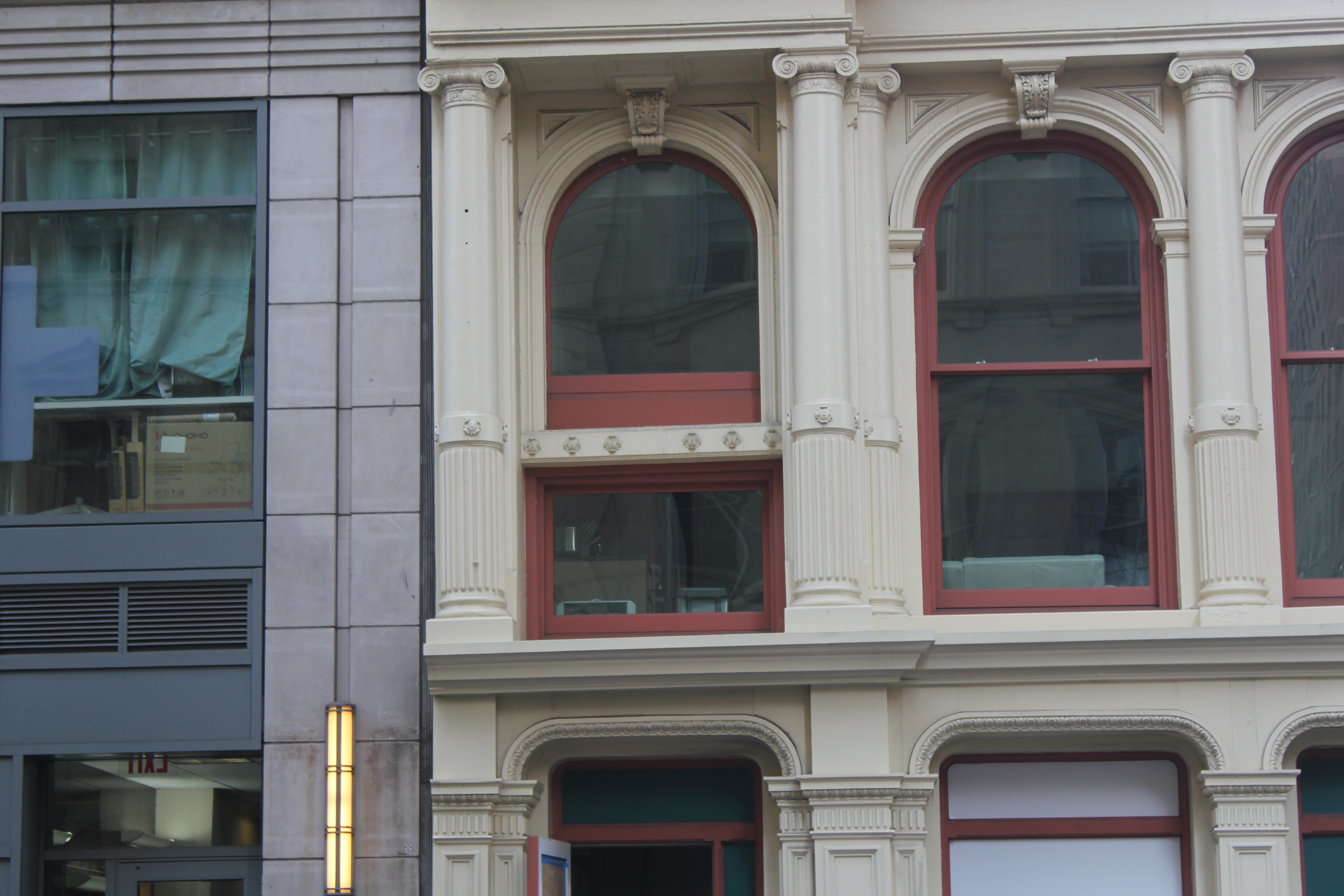
Fenêtres à arc en plein cintre, ainsi que des colonnes ioniques et corinthiennes du 287 Broadway

Le bâtiment de six étages est de style architectural mixte à l'italienne et Second Empire français. La façade est en fonte et les bardeaux à lattes sont d'origine du bâtiment, qui comprend également un toit mansardé, des lucarnes, des frontons segmentés, des fenêtres à arc en plein cintre, un ascenseur Otis, ainsi que des colonnes ioniques et corinthiennes  . Un étaiement en acier a été ajouté en 2008 contre la façade sud, remplaçant le contreventement en bois ajouté en 2007 à la suite de travaux d'excavation au 57, rue Reade . 